# Lina Wolff
Lina Wolff (ur. 22 października 1973) – szwedzka pisarka i tłumaczka.  
Pracowała jako tłumaczka i przedstawicielka handlowa. Mieszkała w Madrycie, Walencji i we Włoszech. Obecnie mieszka w Szwecji. Prawa do jej powieści Poliglotyczni kochankowie zostały sprzedane do wielu krajów, m.in. do Polski, Czech, Turcji, Niemiec, Grecji, Norwegii, Francji i Estonii. 

## Nagrody i nominacje
- nagroda literacką magazynu „Vi” (za Bret Easton Ellis och de andra hundarna)[5]
- nominacja do nagrody na Najlepszej Książki Roku 2013 przyznawaną przez Szwedzkie Radio (za Bret Easton Ellis och de andra hundarna)[6]
- nagroda literacka Augustpriset 2016 (za Poliglotycznych kochanków)[7]

## Twórczość
- 2009 Manga människor dör som du (pl. Wiele osób umiera jak ty), zbiór opowiadań
- 2012 Bret Easton Ellis och de andra hundarna (pl. Bret Easton Ellis i inne psy), powieść
- 2016 Poliglotyczni kochankowie (org. De polyglottaälskarna), powieść, polskie wydanie – Wydawnictwo Marginesy[1]